# Замок Кастелмартір

Герб графів Шеннон.

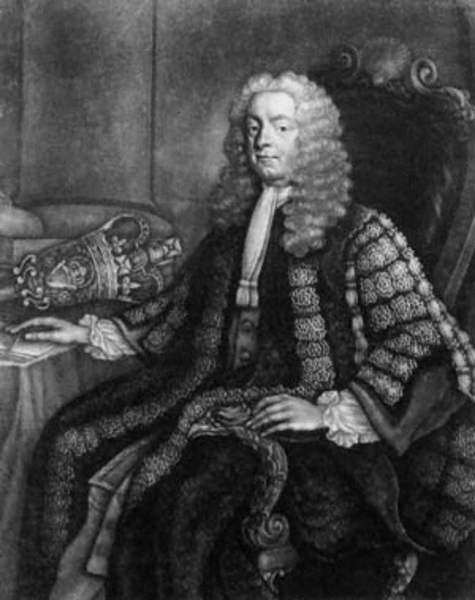
Генрі Бойл — І граф Шеннон.

Замок Кастлмартір (англ. Castlemartyr, ірл. Baile na Martra) — замок Балє на Мартра — один із замків Ірландії, розташований в графстві Корк, за 6 миль на схід від міста Корк, за 10 миль від селища Мідлтон, за 4 милі на захід від селища Юггал. Замок лежить в руїнах, поруч біля нього є палац XVIII століття. Поруч є однойменне селище. Біля цього місця є багато пам'яток історії, архітектури, археології.

## Історія замку Кастмартір
На місці замку, а потім селища Кастлмартір люди жили ще в часи бронзової доби. Збереглася група з 6 курганів в районах Балліндініс, Балліворішін, Кнокейн. В часи залізної доби тут була споруджена фортеця — типу так званих кельтських «круглих фортець» або рах (ірл. — rath). Цю фортецю збудував місцевий ірландський клан для захисту своїх земель та худоби від інших кланів. Фортеця являла собою земляний вал круглий в плані, укріплений каміннями і колодами. У середині кола розташовувались житлові будинки. Залишки аналогічних споруд збереглися біля селищ Могейлі, Кілруш, Кураг, Баллігіббон, Паркнайла, Рахаха, Кілбрі, Баллібатлер, Дромада Мор.
У часи експансії вікінгів VIII—IX століть вікінги заснувати поселення та фортеці в Дубліні, в Вексфорді, Вотерфорді, Лімеріку. Є джерела, зокрема рукопис «Пайп Ролл Клойн», де повідомляється про наявність укріпленого поселення вікінгів — так званого вілл (норв. — vill) в Кастлмартір. Потім на цьому місці був укріплений монастир, від якого збереглося кладовище, навколо якого виросло селище. На цьому місці були дві католицьких парафії — Кахірултан та Баліюхтера, що існували біля 1300 року. У той час землі Кахірултан оцінили в 3 марки, а Баліюхтера в 5 марок. У 1364 році був здійнений запис, де зазначається, що Річард Кердіф володіє землями Вілл-Мартір, забезпечує орендарів захистом і має тут замок. Цей замок у середині XV потрапив у володіння Фіцджеральдів (Джеральдинів). Цей замок був відомий також під назвою Леперстоун, як стверджує історик Сміт. Інший історик — Льюїс стверджує, що замок і церква Балліюхтера були побудовані в 1549 році і були знищені під час придушення Олівером Кромвелем повстання за незалежність Ірландії 1641—1652 років. Інші факти доводять, що церква і замок були в руїнах ще в 1615 році, а побудовані були в 1539 році.
Цими землями в XVI столітті володіли Фіцджеральди — гілка Фітцджеральдів, що володіла баронством Імокіллі. Тут вони збудували замок, який назвали Кастмартір. Цей замок атакував і захопив сер Генрі Сідней — лорд-депутат Ірландії. Фіцджеральд Імокіллі був відомий як Мадрай на Фола (ірл. — Madraí na Fola) — «Собака Крові» завдяки жорстокості, які він проявив для утримування земель баронства.
Є легенда про ці землі і замок, згідно якої в XV столітті у цих місцях жив велетенський дикий кабан, який тероризував територію. Він мав своє лігво в Кнокейн або Кнок на Холлаг — на «Горі Кабана». Тодішній володар цих земель запропонував винагороду тому, хто здолає кабана. І один з чоловіків з роду Фіцджеральд зробив це. Йому було даровано ці землі і він розмістив малюнок кабана на своєму гербі.
Під час повстання Десмонда місцевий Фіцджеральд підтримав повстанців і воював проти англійської армії королеви Єлизавети І. Фіцджеральди сформували Лігу Джеральдинів і довгий час воювали проти англійської влади за незалежність Ірландії. У 1581 році граф Ормонд захопив землі Імокіллі. У замку Кастлмартір він захопив в полон стару матір сенешала Джона Фітц-Едмунда і повісив її на стіні замку. Фітцджеральди та Фітц-Едмунди після придушення повстання втратили ці землі. Землі і замок отримав у володіння сер Волтер Рейлі. Фітц-Едмунд був захоплений в полон і кинутий за ґрати в Дублінський замок в 1585 році де і помер. У 1602 році ці землі перейшли у володіння Річарда Бойла — І графа Корк, предка графів Шеннон. Серед руїн церкви Балліюхтера зберігся так званий «Камінь Кабана» з рельєфом. Біля церкви збереглася могила Річарда Бойла — IV графа Шеннон, що помер у 1868 році. На могильному камені напис: «Сумна дружина поставила цей камінь у пам'ять про найкращого з чоловіків».
Більше 200 років цими землями володіла родина Бойл, що отримала титул графів Шеннон. Під час так званих Вільямітських (Якобітських) війн у 1689 році замок Кастлмартір став базою протестантів, що воювали проти короля-католика Якова (Джеймса) ІІ. Але ці загони були швидко розбиті військом Джастіна Мак Карті.
Після смерті Оррері в 1679 році титул успадкував його старший син. Другий син Оррері мав 4 синів: Роджера, Генрі, Чарльза, Вільяма. Генрі став членом Таємної Ради Ірландії, спікером палати громад парламенту Ірландії, канцлером казначейства та головою Верховного суду Ірландії. У 1756 році ця родина отримала титули барон Кастлмартір, віконт Бойл, граф Шеннон. Вони виділили землю для будівництва нової цркви — церкви Святої Анни, коли стара церква Балліюхтера зруйнувалась і була частково розібрана на будівельні матеріали.
Генрі Бойл — І граф Шеннон побудував східну частину будинку, що зберігся до нашого часу. Він намагався розбудувати маєток в 1734—1764 роках. Після його смерті в 1764 році маєток успадкував син Річард.
Під час війни за незалежність Ірландії 1920—1922 років замок став ареною поїв ІРА та англійської армії.